# Línguas lencas

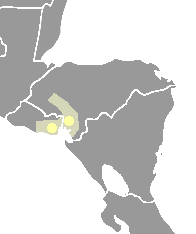
Região

As línguas lencas são duas línguas mesoamericanas:
- Lenca salvadorenho
- Lenca hondurenho

## Historia
Por altura da conquista da América Central pelos espanhóis, no princípio do século XVI, a língua lenca era falada pelos lencas, que habitavam na região ocidental das actuais Honduras e no actual leste de El Salvador. Apesar do povo lenca continuar a habitar esta região, Lyle Campbell relatou na década de 1970 haver encontrado apenas um falante desta língua em El Salvador e nenhum nas Honduras. Campbell concluiu ainda que o lenca salvadorenho era um dialecto distinto do lenca hondurenho.
Parecem existir algumas movimentações entre os lencas no sentido de fazer reviver a língua, que se encontra basicamente extinta.

## Classificação
A classificação linguística do idioma lenca não é pacífica, com alguns autores a classificá-lo como parte da família chibchana ou hocana, enquanto outros preferem considerá-la inclassificada.
Conforme Jolkesky (2017), existem possíveis paralelos lexicais entre as línguas lencas e as línguas hocanas e o atacapa.